# Arenariomyces triseptatus
Arenariomyces triseptatus är en svampart som beskrevs av Kohlm. 1984. Arenariomyces triseptatus ingår i släktet Arenariomyces och familjen Halosphaeriaceae.   Inga underarter finns listade i Catalogue of Life.